# Impressive Instant
Pistes de Music
Music
(1) Runaway Lover
(3)
Impressive Instant est une chanson du 8e album studio de Madonna, Music, dont elle est la deuxième piste.
Initialement prévu pour être le quatrième single de l’album, la sortie a été annulée en raison d’un désaccord entre Madonna et sa maison de disques. Finalement, Warner Bros. l’a sorti aux États-Unis en tant que single promotionnel le 18 septembre 2001.
Écrit et produit par Madonna et Mirwais Ahmadzaï, le titre est brillant et édifiant dans son contenu et sa composition. C’est la première chanson sur laquelle Madonna et Ahmadzaï ont travaillé et enregistré.
Ahmadzaï a dû travailler séparément sur son ordinateur portable pour générer les éléments sonores que Madonna voulait dans la chanson, car il était difficile de générer la musique dans le studio d’enregistrement. « Impressive Instant » a été décrit comme un stomper acid techno, pop-trance, électropop et électro house de club contenant des lignes de clavier futuristes, avec la voix de Madonna étant déformée et robotique. Soutenues par des bruits laser et des synthés, les paroles de la chanson traitent du coup de foudre et contiennent des paroles quelque peu absurdes et absurdes.
« Impressive Instant » a reçu un accueil critique positif. De nombreux critiques l’ont qualifié de point culminant de l’album et ont salué la production du morceau par Ahmadzaï. Sorti uniquement aux États-Unis, il a été un succès de danse populaire, atteignant le sommet du classement Billboard Hot Dance Music / Club Play, et restant au sommet pendant deux semaines consécutives.
La chanson est devenue la 27e chanson numéro un de Madonna dans ce classement, la plus grande pour un artiste. C’était sa 36e chanson dans le top dix du classement Hot Dance Music/Club Play et sa septième meilleure chanson consécutive. Pendant les tournées promotionnelles de Music, Madonna interprète la chanson dans un cadre néo-occidental à New York et à Londres. Il a ensuite été joué au Drowned World Tour en 2001, dans le cadre de la section punk, avec Madonna accompagnée de danseurs portant des masques à gaz. La performance a généralement été reçue comme un point culminant du concert.

## Contexte et publication
En 2000, Madonna sortait avec le réalisateur Guy Ritchie et était enceinte de leur enfant. Voulant se distraire de la frénésie médiatique entourant cette nouvelle, elle s’est concentrée sur le développement de son huitième album studio, Music. Enthousiasmée par le succès commercial de son album Ray of Light, sorti en 1998, elle était impatiente de retourner en studio pour enregistrer de nouveaux morceaux. Elle est ensuite présentée au DJ et producteur français Mirwais Ahmadzaï par son manager Guy Oseary. Madonna a immédiatement aimé ses rythmes changeants, pulvérisants et son utilisation de la basse acide dans ses chansons. L’une de leurs collaborations était « Impressive Instant » qui a été décrit par Madonna comme « carrément stupide ». Elle a expliqué qu’ils « travaillaient sur cette chanson et je me suis dit : 'Oh, fuck it, let’s get fun', la vie serait un tel frein si nous étions profonds et sondant tout le temps. »  [3] 
La chanson devait sortir en tant que quatrième single de Music, mais Warner Bros., la maison d’enregistrement de Madonna, voulait que « Amazing » soit le prochain single. La chanteuse a estimé que « Amazing » était similaire à son précédent single« Beautiful Stranger » (sorti en 1999), et voulait le futuriste « Impressive Instant ».
Dans une interview accordée à la chaîne russe Radio Monte Carlo 102.1 FM, le remixeur Peter Rauhofer a expliqué que Warner Bros. prévoyait d’aller de l’avant avec la sortie de « Amazing » sans l’aide de Madonna car elle était occupée à préparer le Drowned World Tour. Ils ont prévu de promouvoir le single avec un clip vidéo créé à partir de la performance live de « Amazing » sur la tournée, alors Madonna a retiré la chanson de la set list.

## Enregistrement et mixage
Les sessions d’enregistrement pour Music ont commencé en janvier 2000 aux Sarm West Studios, Notting Hill, Londres. La première chanson sur laquelle Madonna et Ahmadzaï ont travaillé était « Impressive Instant », puisqu’elle était presque terminée sur la démo qu’il avait envoyée au chanteur.

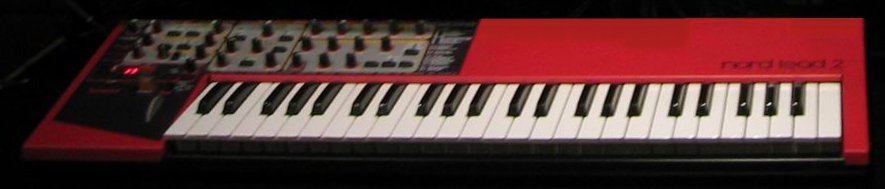
Un synthétiseur Nord Lead a été utilisé pour créer des balayages LFO au début de la piste, créant ainsi la toile de fond...

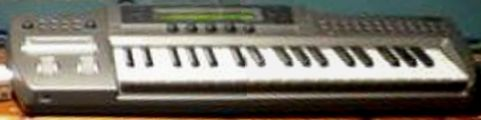
... tandis qu’une sortie analogique Korg Prophecy a ajouté un synthé différent à la chanson.

Sentant que les idées de Madonna pour le morceau et la composition seraient difficiles à créer à Sarm West, Ahmadzaï voulait retourner à Paris et y travailler sur son propre ordinateur. « Il y a beaucoup de pistes vocales hachées sur 'Impressive Instant'... C’était impossible à faire en studio. Cela n’a pas de sens de louer un endroit comme Sarm juste pour me faire travailler sur dix secondes de musique toute la journée, en utilisant un seul ordinateur », a-t-il ajouté. Au cours des dix premiers jours, ils avaient enregistré les chœurs et les guitares acoustiques sur un 48 pistes Sony et l’avaient transféré sur une station de travail Logic Audio, en utilisant les convertisseurs de TC Electronic Finalizer.
À Paris, Ahmadzaï a travaillé de manière obsessionnelle pour terminer l’enregistrement de « Impressive Instant », en appliquant son mangling sonore caractéristique. Il a utilisé le plug-in Antares Auto-Tune pour la correction de hauteur. Le processeur audio a gardé la caractéristique de la voix de Madonna, et elle a chanté un peu désaccordé et vibrato.
Un synthétiseur Nord Lead a créé les balayages LFO au début, en faisant un panoramique à partir de sa gauche et de sa droite, ce qui a créé la toile de fond de la piste. La basse était tamisée et ne contenait aucune musique en haut ou en milieu de gamme. Au lieu d’utiliser un synthétiseur Minimoog, Ahmadzaï a utilisé un synthétiseur à modélisation analogique Korg Prophecy qui a ajouté une texture différente à la chanson.
La voix de Madonna a été traitée via un harmonisateur Eventide 3000, ajoutant finalement des effets de filtres audio et d’émulateur E6400. En outre, Ahmadzaï a ajouté ses sons de bégaiement caractéristiques à la chanson, expliquant: « J’ai fait tout ce bégaiement dans Logic. C’est très, très compliqué, tranche par tranche. Il faut beaucoup expérimenter pour que ça marche. J’ai mis Auto-Tune sur des syllabes individuelles. Parfois, j’utilise 40 pistes audio sur une seule piste vocale. Chacun a un niveau et un traitement différents, puis je fais un composite. Je ne pouvais pas le faire avec une configuration de studio analogique normale. Le truc de départ et d’arrêt, c’est une idée que j’ai depuis un moment [sic]. ».
La tâche finale consistait à créer une panne à l’aide d’Auto-Tune et du synthétiseur Nord Lead, en appliquant sa fonction d’écho. Au total, Ahmadzaï a travaillé pendant 15 jours sur le morceau, le remettant finalement à l’ingénieur du son Mark « Spike » Stent. Avec le magazine Keyboard, Ahmadzaï a expliqué que la version enregistrée était presque la même que la dernière piste mixte présente pour Music.
Pour « Impressive Instant », Stent et Ahmadzaï ont essayé de le mixer d’abord à partir des pistes numériques de Sony mais n’ont pas réussi à obtenir le son original de la démo en raison de la compression qui était présente. Stent a donc inclus la musique de la table de mixage Yamaha 02R d’Ahmadzaï, y compris la basse, les boucles et le kick. [5] En plus du mixage de la piste aux Olympic Studiosde Londres, le mastering a été réalisé par Tim Young au Metropolis Studio. En plus de mixer le morceau aux Olympic Studios de Londres, le mastering a été réalisé par Tim Young au Metropolis Studio. Parmi les autres ingénieurs travaillant sur la piste figuraient Mark Endert, Sean Spuehler, Tom Hannen et Tim Lambert.

## Musique et paroles
Larry Flick de Billboard a décrit « Impressive Instant » comme un « stomper de club » contenant des lignes de clavier futuristes, la voix de Madonna passant de « lignes déformées et robotiques » à « chants ludiques et enfantins ». La chanson est un mélange d’acid techno, de pop-trance, d’électropop et d’électro house,,,.
Selon la partition publiée à Musicnotes.com, « Impressive Instant » est défini dans la signature temporelle du temps commun avec un tempo modérément rapide de 123 battements par minute. Il est composé dans la tonalité de do majeur avec les voix de Madonna allant de A3 à A4. La chanson suit une séquence de base de Am-G-Am-G-Am comme progression d’accords.
Rikky Rooksby, auteur de « The Complete Guide to the Music of Madonna », a expliqué que « Impressive Instant » a commencé avec l’égaliseur baissé, de sorte que la quantité d’aigus est très faible au départ. Les voix de Madonna sont fortement traitées et sont accompagnées d’un son crépitant, qui a une « rugosité tactile », ce qui fait que le mélange sonne « comme un papier de verre musical », a écrit Rooksby. Les voix sont souvent isolées et sont soutenues par des bruits laser et une octave basse. Un synthé « burbling » arrive à la marque de 2:30, puis le refrain de « I’m in a trance » est répété, terminant la chanson par une phrase vocale solo.
La chanson a des paroles comme « I like to singy, singy, singy, Like a bird on a wingy, wingy, wingy », alors que les riffs de clavier électroniques et les rythmes de danse font tourbillonner toute la composition. Lyriquement, « Impressive Instant » traite du coup de foudre (« Tu es celui que j’attendais / Je ne connais même pas ton nom ») et selon O’Brien, est « un monde abstrait de paroles absurdes, de boules disco et de paillettes ». Il parle aussi d’être en transe et de comparaison avec divers phénomènes cosmiques dans des lignes comme « Systèmes cosmiques dans une ficelle, les corps astraux coulent comme du vin », mais revient finalement au sujet de la danse. Le DJ Peter Rauhofer a été chargé de remixer le morceau par Warner Bros. Records en avril 2001, il a transformé la chanson de techno en house progressive,.

## Réception critique
- Stephen Thomas Erlewine d’AllMusic a classé « Impressive Instant » comme une piste de l’album[12].
- Dans une critique de l’album, Sal Cinquemani de Slant Magazine l’a salué comme « une composition joyeuse »[13].
- Michael Hubbard de MusicOMH a qualifié la chanson de « pur génie pop », affirmant que la chanson « vole la vedette ».
- Gary Crossing de Dotmusic a décrit le morceau comme un « monstre sexy et lourd de basse d’un remplisseur de sol avec des synthés ringards, des voix robotiques et des chuchotements abondants » tout en complétant la ligne « I like to singy singy singy singy »[14]. Ce point de vue a été partagé par Victoria Segal de NME qui a complimenté la technique de production d’Ahmadzaï et le mélange de sons disco avec des effets de vocodeur[15].
- Barry Walters de Rolling Stone a qualifié la chanson d'« improvitionnelle », et l’a décrite comme « [rugissante] comme un vaisseau fusée rock, puis [ronronnant] tandis qu’une [Madonna] modifiée numériquement grince »[16].
- David Browne d’Entertainment Weekly a estimé que les couplets de « Impressive Instant » ont les « paroles les plus trempées de Madonna depuis des lustres », et a également complimenté la fusion d’Ahmadzaï de rythmes disco durs et de voix contorsionnantes.
- Greg Kot du Chicago Tribune a crédité Madonna pour avoir rendu hommage à la musique de danse avec « Impressive Instant » et a expliqué que : « Bien que Madonna soit souvent éclipsée par ses producteurs, elle a ses moments, et elle n’est jamais plus inspirée que sur le si stupide et génial « Impressive Instant », un autre hommage à la musique qui la laisse, elle et des légions d’adeptes, «tourner, bébé, hors de contrôle ». Elle mérite d’être créditée d’avoir permis à sa dernière interprétation de cette musique d’être pliée, pliée et si amoureusement mutilée par ses collaborateurs, et quand elle gazouille: « J’aime chanter singy singy / Like a bird on a wingy wingy wingy », je peux imaginer des discothèques de Stockholm à Sacramento devenir folles avec elle. »

- Gary Mullholland de The Guardian a estimé que le personnage indomptable de Madonna était principalement caché sous les couches d’effets électroniques et vocodeurs, sauf dans des chansons comme « Impressive Instant » avec des lignes comme « I like to singy singy singy », ce qui rend la première moitié de Music intéressante[17].
- John Hand de la BBC a remarqué l’influence « excentrique » d’Ahmadzaï dans la production du morceau ; il l’appelait aussi une chanson de club et de danse[18].
- Michael Paoletta de Billboard a trouvé « Impressive Instant » comme « vibrant et édifiant dans le ton »[19].
- Alex Pappademas de Spin a noté la différence entre les efforts de Madonna avec Ray of Light et son ambiance introspective et la nature amusante et joyeuse de chansons comme « Impressive Instant » en musique.
- Ben Dellio de The Village Voice a complimenté l’allitération et la ligne de basse élastique de la chanson, disant que cela aurait été une meilleure ouverture d’album que la chanson-titre, et que cela aurait été une meilleure ouverture d’album que la chanson-titre.
- Ben Greenbank de Sputnikmusic a donné une critique mitigée, disant que bien que « Impressive Instant » et « Runaway Lover » de Music étaient des chansons décentes, elles n’avaient rien de spécial à leur sujet[20].
- En 2019, Queerty a classé « Impressive Instant » comme l’une des « 14 chansons les plus bizarres, les plus folles jamais enregistrées » par la chanteuse[21].
- Samuel R. Murrian de Parade l’a classé au numéro 99 sur sa liste des 100 plus grandes chansons de Madonna, la qualifiant de « symphonie électronique bizarre et induisant la transe »[22].

## Performances du graphique
« Impressive Instant » n’a pas été commercialisé et n’a pas été promu à la radio; par conséquent, il n’est apparu sur aucun classement des ventes ou des diffusions de Billboard. Il est sorti dans les clubs de danse en tant que single promotionnel avec des remixes de Peter Rauhofer le 18 septembre 2001. La chanson a fait ses débuts dans le classement Hot Dance Music/Club Play à la 25e place du numéro daté du 27 octobre 2001, devenant le « Hot Shot Debut » de la semaine. La semaine suivante, il a gagné 13 places à la 12e place du classement.
La semaine suivante, il est entré dans le top dix à la quatrième place. Sur le numéro Billboard daté du 17 novembre 2001, « Impressive Instant » a atteint le sommet du classement, devenant la 27e chanson numéro un de Madonna sur ce classement, le plus grand nombre pour un artiste. C’était la 36e chanson de l’artiste dans le top dix du classement Hot Dance Music/Club Play et sa septième meilleure chanson consécutive, datant de Nothing Really Matters en 1999, suivie de Beautiful Stranger (1999), American Pie et Music en 2000, ainsi que Don’t Tell Me et What It Feels Like for a Girl en 2001,.

## Performances en direct

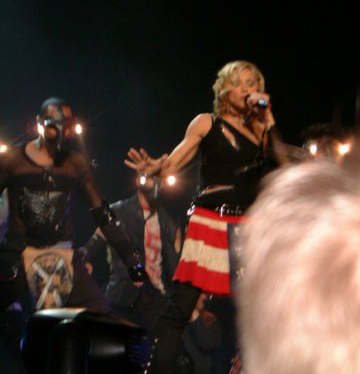
Madonna interprétant « Impressive Instant » lors du Drowned World Tour, flanquée de ses danseurs portant des masques à gaz et des vêtements punk noirs.

Madonna a interprété pour la première fois « Impressive Instant » lors des tournées promotionnelles de Music. Le premier d’entre eux, c’était le 5 novembre 2000, au Roseland Ballroom à New York, et l’autre le 29 novembre 2000, à la Brixton Academy de Londres. Parmi les musiciens accompagnateurs avec Madonna figuraient Ahmadzaï à la guitare et les choristes de longue date Niki Haris et Donna De Lory.
La scène secondaire de Roseland a été utilisée pour la représentation et a été ornée d’un pays des merveilles néo-occidental, avec des balles de foin, des fers à cheval éclairés en jaune et des cactus argentés dans tout le hall et l’entrée. La scène était drapée d’un drapeau américain. Alors que la musique commençait, le drapeau s’est levé pour révéler une camionnette Ford blanche d’où Madonna a émergé, chantant « Impressive Instant ».
Des danseurs torse nu l’encerclaient, alors qu’elle posait sur le capot du camion et dansait. Les effets de vocodeur sur la voix de Madonna ont été supprimés pour la performance live, ce qui, selon Jennifer Vineyard de Rolling Stone, a rendu la voix de la chanteuse « moins ridicule ». Une performance similaire a été jouée à la Brixton Academy.
Lorsque Madonna s’est lancée dans sa tournée Drowned World Tour en 2001, « Impressive Instant » a été ajoutée comme deuxième chanson dans la set list. Les costumes ont été conçus par Jean-Paul Gaultier, et avaient des accessoires variés comme des colliers de chien à pointes, des bracelets incrustés de cristal Swarovski et des hauts en lambeaux.
Madonna ouvre le spectacle avec la section punk, portant des vêtements noirs en lambeaux et un kilt en tartan et en chantant la première chanson, Drowned World / Substitute for Love. À la fin de la chanson, elle a commencé avec « Impressive Instant », accompagnée de ses danseurs portant des masques à gaz et enfermés dans des rouleaux de maille noire, poursuivant la chanteuse autour de la scène,.
Selon Stuart Lenig, auteur du livre « The Twisted Tale of Glam Rock », Madonna a fusionné la chorégraphie avec la narration dans la performance, alors qu’elle et ses danseurs traversaient la scène. Les mouvements robotiques de style 1984 désignaient le fascisme avec les danseurs traquant puis essayant de tâtonner Madonna. À la fin, un danseur déguisé en robot a attrapé un gros tuyau d’arrosage et l’a poussé entre les jambes du chanteur, alors qu’il émettait du brouillard vers le public,. Lenig en a déduit qu’il s’agissait d’un acte d’atteindre l’orgasme ou de miction vers la foule.
Santiago Fouz-Hernández, l’un des auteurs du livre « Madonna’s Drowned Worlds », a trouvé des similitudes avec l’exploration de la culture lesbienne par Madonna à partir de son travail antérieur, dans la performance de « Impressive Instant ». Le placement de la machine à brumiser entre ses jambes était considéré comme un symbolisme du phallus et de l’éjaculation, et un exemple de l’insistance de la chanteuse à représenter la masculinité,.
Le biographe J. Randy Taraborrelli, auteur de « Madonna: An Intimate Biography », a donné une critique positive de la performance en disant que « le défi étant une attitude rock, et une attitude adoptée par Madonna, elle n’a pas hésité à vouloir que son public sache qu’elle ne s’est pas adoucie au fil des ans ».
Casper Llewellyn Smith du Daily Telegraph a estimé qu’avec la performance de la chanson, la tournée Drowned World « a accéléré le rythme ».
Dans une critique pour le Los Angeles Times, le critique Greg Kot a déclaré que la réponse « balistique » du public à la performance de « Impressive Instant » et d’une autre chanson « Candy Perfume Girl » confirmait la satisfaction de la foule concernant le spectacle. Une critique similaire a été donnée par Sal Cinquemani de Slant Magazine, qui a décrit la performance comme une « routine de danse virulente et possessive », qui a donné le ton à l’ensemble du spectacle.
Alex Needham de NME a comparé la performance avec celles du Royal Ballet.
Todd Ramlow de PopMatters a critiqué la voix de Madonna sur scène, estimant qu’elle sonnait à plat pendant les notes basses de la  chanson. Les effets électroniques utilisés ont été reçus négativement par Ramlow, qui a estimé que la chanteuse aurait dû opter pour l’ajout de choristes.
La performance de la chanson le 26 août 2001 au Palace of Auburn Hills, à l’extérieur de la ville natale de Madonna, Détroit, a été enregistrée et publiée dans l’album vidéo-live Drowned World Tour, le 13 novembre 2001.

## Crédits et personnel

### Gestion
- Enregistré aux Sarm West Studios, Notting Hill, Londres
- Mixé aux Olympic Studios, Londres
- Masterisé aux Metropolis Studios, Londres
- Webo Girl Publishing, Inc., Warner Bros. Music Corp (ASCAP), 1000 Lights Music Ltd, Warner-Tamerlane Publishing Corp. (BMI)

### Personnel
- Madonna – auteur-compositeur, chanteur, producteur
- Mirwais Ahmadzaï – auteur-compositeur, producteur, programmation, claviers
- Mark « Spike » Stent – enregistrement, mixage
- Tim Young – mastering
- Jake Davis – Outils professionnels
- Mark Endert – ingénieur du son
- Sean Spuehler – ingénieur du son
- Tom Hannen – assistant ingénieur du son
- Tim Lambert – assistant ingénieur du son

Crédits et personnel adaptés des notes de pochette de l’album Music.